# 天主教圖爾西-拉戈內格羅教區
天主教圖爾西-拉戈內格羅教區（拉丁語：Dioecesis Tursiensis-Lacunerulonensis）是天主教會在義大利的一個教區。屬波坦察-穆羅盧卡諾-新馬爾西科總教區。

## 歷史
圖爾西教區的前身位於阿格洛納，相傳是聖馬爾谷所創。968年一個拜占廷禮教區在圖爾西成立，直到12世紀初仍然舉行。1110年圖爾西教座遷至安格洛納。1546年3月26日教座永久遷回圖爾西，稱圖爾西-安格洛納教區。1976年9月30日教區易名至今，而安格洛納就成為領銜教區。

## 現況
教區包括馬泰拉省南部七市及波坦察省南部三十二市。2010年有教友124,942人，佔轄區總人口99.2%。教區下轄八十一個堂區，有八十名司鐸。現任教區主教為方濟·諾萊。